# ادنتون (کارولینای شمالی)
ادنتون (به انگلیسی: Edenton) شهری در ایالت کارولینای شمالی کشور ایالات متحده آمریکا است که جمعیت آن در سرشماری سال ۲۰۱۰ میلادی، ۵٬۰۰۴ نفر بوده‌است.